# بلو لو باركر
بلو لو باركر (بالإنجليزية: Blue Lu Barker)‏ هي مغنية أمريكية، ولدت في 13 نوفمبر 1913 في نيو أورلينز في الولايات المتحدة، وتوفي بنفس المكان في 7 مايو 1998.

## وصلات خارجية
- بلو لو باركر على موقع IMDb (الإنجليزية)
- بلو لو باركر على موقع ميوزك برينز (الإنجليزية)
- بلو لو باركر على موقع قاعدة بيانات برودواي على الإنترنت (الإنجليزية)
- بلو لو باركر على موقع أول ميوزيك (الإنجليزية)
- بلو لو باركر على موقع ديسكوغز (الإنجليزية)